# Ralf Fährmann
 (août 2025).
Ralf Fährmann, né le 27 septembre 1988 à Karl-Marx-Stadt (renommée Chemnitz en 1990), est un footballeur allemand qui joue au poste de gardien de but à Schalke 04.

## Biographie

### Débuts et formation (1995-2008)
Ralf Fährmann commence le football à l'âge de 7 ans au VfB Chemnitz. Très rapidement, il est repéré par le club voisin et phare de la ville, le Chemnitzer FC. Après 5 ans au Chemnitzer FC, Fährmann intègre le centre de formation du club de Gelsenkirchen, Schalke 04.
Très bon dans les catégories de jeunes à Schalke où il est notamment sacré champion d'Allemagne des moins de 19 ans en 2006, Fährmann intègre la réserve du club de la Ruhr pour la saison 2007-2008. À l'aube de la saison 2008-2009, il est promu en équipe première par Fred Rutten, nouvel entraîneur de Schalke, derrière Manuel Neuer et Mathias Schober.

### Schalke 04 (2008-2009)
Ralf Fährmann dispute son premier match professionnel le 13 septembre 2008 à l'occasion du derby de la Ruhr face à Dortmund, 3-3. En effet, le titulaire Manuel Neuer et son remplaçant Mathias Schober étaient tous les deux forfaits pour cette rencontre. Il disputera les deux matchs de Bundesliga suivants face à Francfort et Cologne et ne fera plus aucune apparitions de la saison en championnat, pour cause, le retour de Neuer.
Au total cette saison là, il aura disputé trois matchs de Bundesliga, un match de coupe d'Allemagne et un match de Coupe UEFA.
Lors de l'été 2009, étant barré en équipe première à Schalke par le nouveau gardien de l'Équipe d'Allemagne, Manuel Neuer, il s'engage avec l'Eintracht Francfort jusqu'en juin 2012.

### Eintracht Francfort (2009-2011)
Lors de son arrivée à Francfort, il est victime d'une blessure qui retarde sa préparation. Michael Skibbe fait le choix de laisser Oka Nikolov titulaire et Fährmann doit attendre le 6 novembre 2011 pour disputer son premier match face au Bayer Leverkusen (défaite 0-4).
La saison suivante, il gagne peu à peu sa place de titulaire devant Oka Nikolov. Ses prestations en championnat son remarquées notamment lors de la dernière journée face au Borussia Dortmund où il stoppe deux penaltys.
À la fin du championnat, l'Eintracht Francfort est relégué en deuxième division ce qui active une clause dans le contrat de Fährmann, lui permettant de résilier son contrat. Dans le même temps, le Bayern Munich recrute Manuel Neuer au poste de gardien, un retour de Fährmann à Schalke 04 est donc de plus en plus envisagé. À la fin de saison, il signe définitivement son retour à Schalke en s'engageant jusqu'en juin 2015 avec le club.

### Retour à Schalke (2011-2019)

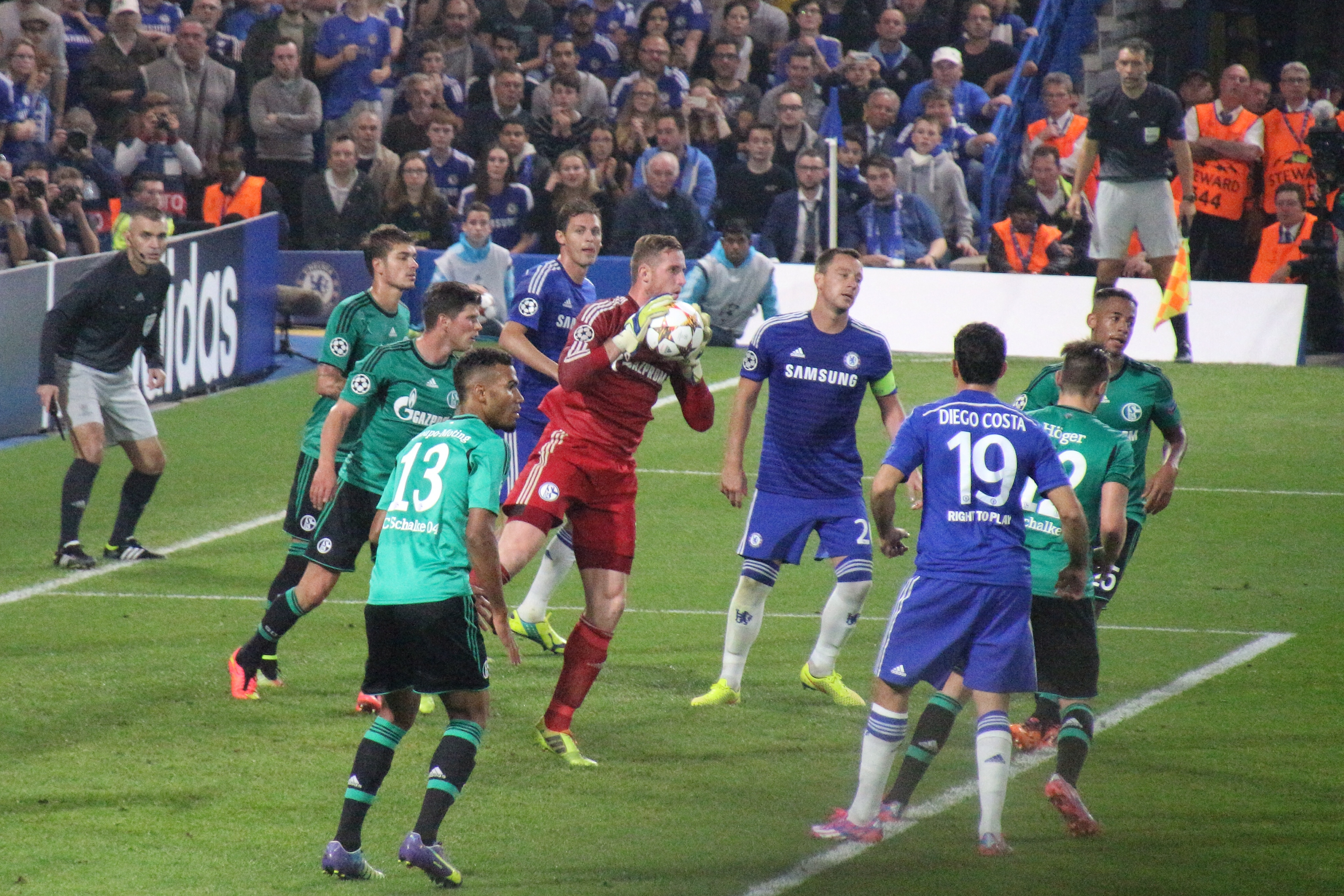
Ralf Fährmann (ici avec le ballon) face à Chelsea en Ligue des champions.

Pour son retour à Schalke, Fährmann remporte la Supercoupe d'Allemagne, aux tirs au but face au rival Borussia Dortmund. Il arrêtera deux tirs au but lors de la séance et sera acclamé par le public de la Veltins-Arena lors du coup de sifflet final. Mais la saison va tourner court, Fährmann se blesse et Schalke recrute Timo Hildebrand libre de tout contrat en tant que joker médical.
Sa saison suivante sera blanche, Fährmann se blesse plusieurs fois dans l'année et ne prend part à aucune rencontre officielle avec l'équipe première, jouant seulement deux matchs en Regionalliga West avec la réserve.
Pour la saison 2013-2014, Jens Keller annonce que le titulaire au poste de gardien de but sera Timo Hildebrand, Fährmann retrouve donc un poste de doublure. Mais le match de Ligue des champions contre Chelsea qui se soldera par une défaite 3-0, verra un Timo Hildebrand pas exempt de tout reproche sur les buts concédés par le club de Gelsenkirchen, ce qui irrita le technicien allemand. Jens Keller fera donc jouer Fährmann le match suivant et ce jusqu'à la fin de la saison.
Le 4 mai 2014, et ce après une excellente saison, Ralf Fährmann signe un nouveau contrat de 5 ans qui le lie à Schalke jusqu'en 2019.
Le 16 octobre 2015, il prolonge son contrat jusqu'en juin 2020.
Le 28 février 2016, face à son ancien club de l'Eintracht Francfort, Ralf Fährmann dispute son 100e match de Bundesliga.
À la suite du départ de Benedikt Höwedes pour la Juventus de Turin, il est nommé capitaine de Schalke 04 à partir de la saison 2016-2017.
Titulaire indiscutable depuis cinq saisons à Schalke, et victime d'un mauvais début de championnat 2018-2019, il se retrouve remplaçant au profit du jeune Alexander Nübel, à la suite des choix et des changements effectués par Domenico Tedesco lors de la trêve hivernale.
Le 5 juillet 2019, il prolonge d'une saison avec Schalke puis est immédiatement prêté à Norwich City, étant en manque de temps de jeu dans la Ruhr par suite de l'émergence d'Alexander Nübel.

### Prêt à Norwich City (2019-2020)
Tout d'abord numéro 2 derrière Tim Krul, il dispute son premier match le 27 août 2019 en Coupe de la Ligue, pour une surprenante défaite 1-0 face à un club de division inférieure, Crawley Town.
Le 28 septembre 2019, il profite de la blessure de Tim Krul pour disputer son premier match de championnat avec Norwich et se blesse à son tour lors de la 22e minute, cédant ensuite sa place à Michael McGovern.
N'ayant jamais vraiment eu sa chance à Norwich, son prêt est résilié le 9 mars 2020 par Schalke 04, où il retourne, dans l'attente d'être re-prêté.

### Prêt au SK Brann (2020)
Le 10 mars 2020, il est prêté jusqu'à la fin de la saison au club norvégien du SK Brann. Cependant, à cause de la pandémie de Covid-19 son prêt est annulé et il retourne à Schalke.

### Équipe d'Allemagne
Ralf Fährmann a connu toutes les sélections allemandes de jeunes sans pour autant remporter de trophées majeurs avec celles-ci.
À quelques semaines de la Coupe du monde 2014, certains médias et journalistes sportifs allemands annoncent que Fährmann, au vu de sa très bonne saison, serait un candidat sérieux de la liste des 23 de Joachim Löw pour suppléer Manuel Neuer. C'est en effet une piste probable étant donné que René Adler vit une saison compliqué avec Hambourg et que Marc-André ter Stegen manque encore un peu d'expérience.
Finalement, le 9 mai 2014, Joachim Löw retiendra Manuel Neuer, Ron-Robert Zieler et Roman Weidenfeller comme gardiens de but pour participer à la Coupe du monde 2014 au Brésil.

## Statistiques
| Saison                | Club                  | Championnat           | Championnat | Championnat | Coupe(s) nationale(s) | Coupe(s) nationale(s) | Supercoupe | Supercoupe | Compétition(s) continentale(s) | Compétition(s) continentale(s) | Compétition(s) continentale(s) | Total | Total |
| Saison                | Club                  | Division              | M.          | B.          | M.                    | B.                    | M.         | B.         | Comp.                          | M.                             | B.                             | M.    | B.    |
| 2008-2009             | Schalke 04            | Bundesliga            | 3           | 0           | 1                     | 0                     | -          | -          | C3                             | 1                              | 0                              | 5     | 0     |
| Sous-total            | Sous-total            | Sous-total            | 3           | 0           | 1                     | 0                     | -          | -          | -                              | 1                              | 0                              | 5     | 0     |
| 2009-2010             | Eintracht Francfort   | Bundesliga            | 3           | 0           | -                     | -                     | -          | -          | -                              | -                              | -                              | 3     | 0     |
| 2010-2011             | Eintracht Francfort   | Bundesliga            | 15          | 0           | 1                     | 0                     | -          | -          | -                              | -                              | -                              | 16    | 0     |
| Sous-total            | Sous-total            | Sous-total            | 18          | 0           | 1                     | 0                     | -          | -          | -                              | -                              | -                              | 19    | 0     |
| 2011-2012             | Schalke 04            | Bundesliga            | 9           | 0           | -                     | -                     | 1          | 0          | C3                             | 4                              | 0                              | 14    | 0     |
| 2012-2013             | Schalke 04            | Bundesliga            | -           | -           | -                     | -                     | -          | -          | C1                             | -                              | -                              | 0     | 0     |
| 2013-2014             | Schalke 04            | Bundesliga            | 22          | 0           | 1                     | 0                     | -          | -          | C1                             | 4                              | 0                              | 27    | 0     |
| 2014-2015             | Schalke 04            | Bundesliga            | 25          | 0           | 1                     | 0                     | -          | -          | C1                             | 6                              | 0                              | 32    | 0     |
| 2015-2016             | Schalke 04            | Bundesliga            | 34          | 0           | 1                     | 0                     | -          | -          | C3                             | 8                              | 0                              | 43    | 0     |
| 2016-2017             | Schalke 04            | Bundesliga            | 34          | 0           | 4                     | 0                     | -          | -          | C3                             | 11                             | 0                              | 49    | 0     |
| 2017-2018             | Schalke 04            | Bundesliga            | 34          | 0           | 5                     | 0                     | -          | -          | -                              | -                              | -                              | 39    | 0     |
| 2018-2019             | Schalke 04            | Bundesliga            | 17          | 0           | 2                     | 0                     | -          | -          | C1                             | 6                              | 0                              | 25    | 0     |
| 2019-2020             | Norwich City (prêt)   | Premier League        | 1           | 0           | 2                     | 0                     | -          | -          | -                              | -                              | -                              | 3     | 0     |
| 2020                  | SK Brann (prêt)       | Eliteserien           | -           | -           | -                     | -                     | -          | -          | -                              | -                              | -                              | 0     | 0     |
| 2020-2021             | Schalke 04            | Bundesliga            | 22          | 0           | 3                     | 0                     | -          | -          | -                              | -                              | -                              | 25    | 0     |
| 2021-2022             | Schalke 04            | 2. Bundesliga         | 6           | 0           | 2                     | 0                     | -          | -          | -                              | -                              | -                              | 8     | 0     |
| 2022-2023             | Schalke 04            | Bundesliga            | 12          | 0           | -                     | -                     | -          | -          | -                              | -                              | -                              | 12    | 0     |
| 2023-2024             | Schalke 04            | 2. Bundesliga         | 8           | 0           | 1                     | 0                     | -          | -          | -                              | -                              | -                              | 9     | 0     |
| Sous-total            | Sous-total            | Sous-total            | 224         | 0           | 22                    | 0                     | 1          | 0          | -                              | 39                             | 0                              | 286   | 0     |
| Total sur la carrière | Total sur la carrière | Total sur la carrière | 245         | 0           | 24                    | 0                     | 1          | 0          | -                              | 40                             | 0                              | 310   | 0     |

## Palmarès
| Schalke 04 (3) |
| --- |
| Avec l'équipe professionnelle : - Championnat d'Allemagne - Vice-champion : 2018 - Supercoupe d'Allemagne (1) - Vainqueur : 2011 - Championnat d'Allemagne de D2 (1) - Champion : 2022 Avec l'équipe des moins de 19 ans : - Championnat d'Allemagne U19 (1) - Champion : 2006 |